# Реджа Рушит Лимани
Реджа Рушит Лимани или Заязи (на албански: Rexhë Rushit Zajazi), е югославски партизанин и деец на НОВМ.

## Биография
Роден е в кичевското село Заяс през 1896 г., поради което носи и името Заязи, тоест Заяски. Влиза в НОВМ през 1942 г. На следващата година става партизанин. Делегат е на Второто заседание на АСНОМ. През юли 1945 г. е убит заедно с Мехмед Мехмеди при засада край село Букойчани от балисти на връщане от Второто заседание на АСНОМ.